# شبکه وکلا
شبکهٔ وکلا سازمانی مذهبی، اجتماعی و اقتصادی بود که از زمان امامت جعفر صادق (بین ۱۱۴ تا ۱۴۸ ه‍.ق) امام ششم امامیه تا پایان غیبت صغری یعنی ۳۲۹ ه‍.ق (۹۴۱ م) فعالیت می‌کرد و ارتباط میان امام و شیعیان و نیز گردآوری وجوهات شرعی را برقرار می‌ساخت.

## تاریخچه
تشکیلات وکالت از عصر صادق به بعد تأسیس و رفته رفته دارای نظم و گستردگی بیشتری شد تا آنجا که در عصر عسکری و سپس دوران موسوم به غیبت صغری به اوج گسترش و انسجام رسید. این سازمان که به ظاهر برای جمع‌آوری و تحویل وجوه شرعی، نظیر خمس و زکات تأسیس شده بود، در کنار آن به انجام وظایفی چون نقش علمی و دینی و تحویل نامه‌های حاوی سؤالات شرعی و مهم‌تر از آن نقش ارشادی در معرفی امام بعدی پس از مرگ امام پیشین را بر عهده داشت. در این تشکیلات، امام رهبر مجموعه تلقی می‌شد و وکلای ارشدی بودند که نقش ناظر بر عملکرد وکلای نواحی مختلف را ایفا می‌کردند.
به نوشتهٔ ساشادینا و جاسم حسین، شبکهٔ وکلا در دوران امامان مسئول گردآوری خمس، زکات و سایر وجوهات شرعی شیعیان برای امامان بود. در شرایطی که چند امام آخر به‌شدت تحت نظارت و مراقبت بودند و امکان ارتباط مستقیم شیعیان با امامان وجود نداشت، عملاً اداره امور ساختار مرکزی جامعه شیعه بر عهدهٔ وکلا بود. در شرایط غیبت امام، وکلا سرپرستی و رهبری جامعه شیعه را در خصوص امور دینی و مالی برعهده گرفتند. جاسم حسین می‌گوید بتدریج رهبری شبکه وکلا تبدیل به تنها مرجعی شد که می‌توانست مشروعیت امام جدید را تعیین و اثبات کند. برای نمونه محمد جواد وصیت خود در خصوص نصب علی هادی به عنوان امام بعد را به رئیس شبکه وکلای خود گفت.

### دوران غیبت صغری
سفرا یا نایب خاص در اعتقاد شیعه دوازده امامی چهار سفیر یا نائبی هستند که امام زمان از طریق آنان و در شرایط خاص با شیعیان تماس می‌گرفت. در طی دوران غیبت صغری شیعیان از طریق این چهار نائب با مهدی در ارتباط بوده و درخواست‌ها و مسائل خود را طرح می‌کرده‌اند و پاسخ می‌گرفتند. این دوره از مرگ حسن عسکری در سال ۲۶۰ ه‍.ق (۱ ژانویه ۸۷۴ م) آغاز شده و تا سال ۳۲۹ ه‍.ق (۹۴۱ م) به طول انجامیده‌است.
به نوشتهٔ ساشادینا، در منابع اولیه از جمله کتاب‌های کلینی و ابن بابویه (شیخ صدوق)، به وکلا به‌طور عمومی اشاره شده و ابن بابویه چندین نفر را نام برده‌است، که به گفتهٔ وی با مهدی در ارتباط بوده و سمت وکالت را بر عهده داشته‌اند بی‌آنکه کسی از آنها را به عنوان وکیل ویژه یا نایب خاص معین کند. اما به‌خصوص برخی از وکلا به‌طور نیابی خمس را از شیعیان می‌گرفته‌اند و عثمان بن سعید نیز یکی از وکلای حسن عسکری بود. ساشادینا از بررسی روایات ابن بابویه نتیجه می‌گیرد در دوره غیبت صغری تعداد وکلا محدود به چهار تن نبوده و اصطلاح نیابت خاص در دوره‌های بعد برای تبیین غیبت صغری ایجاد شده‌است.